# Patriarcato di Antiochia dei melchiti
Il patriarcato di Antiochia dei melchiti (in latino Patriarchiatus Antiochenus Graecorum Melkitarum) è una Chiesa patriarcale sui iuris della Chiesa cattolica.
È retto dal patriarca Youssef Absi, eletto dal Santo Sinodo della Chiesa cattolica greco-melchita il 21 giugno 2017 e intronizzato il 3 luglio successivo.

## Territorio
Il patriarcato estende la sua giurisdizione su tutti i fedeli cattolici di rito bizantino residenti nel territorio degli antichi patriarcati di Antiochia, di Gerusalemme e di Alessandria d'Egitto.
In forza di un decreto di Propaganda Fide del 13 luglio 1772, tutti i fedeli greco-cattolici residenti nei patriarcati di Gerusalemme e di Alessandria sono sottomessi alla giurisdizione del patriarca di Antiochia dei melchiti. Con la lettera apostolica Orientalium dignitas del 30 novembre 1894, papa Leone XIII ha esteso tale giurisdizione a tutti i fedeli greco-cattolici che dimorano entro i confini dell'Impero ottomano. A partire dal 1838 ai patriarchi di Antiochia dei melchiti è concesso, a titolo personale e non trasmissibile ai successori, di fregiarsi, oltre che del titolo proprio di patriarca di Antiochia e di tutto l'Oriente, anche di quello di patriarca di Alessandria e di Gerusalemme.
Secondo quanto riporta il sito ufficiale del Patriarcato di Antiochia dei melchiti, sono tre le sedi patriarcali delle Chiesa cattolica greco-melchita, in ognuna delle quali il patriarca di Antiochia dei melchiti si fa rappresentare da un vicario patriarcale: per la sede di Antiochia, l'arcieparchia di Damasco; per la sede di Alessandria, l'arcieparchia di Alessandria; per la sede di Gerusalemme, l'arcieparchia di Gerusalemme.
Dal 1838, residenza abituale del patriarca è la città di Damasco, dove si trova la cattedrale patriarcale di Nostra Signora della Dormizione. Le altre cattedrali patriarcali sono la chiesa della Dormizione di Maria ad Alessandria d'Egitto, la chiesa della Risurrezione al Cairo e la chiesa di Nostra Signora dell'Annunciazione a Gerusalemme.
A Raboueh (o Rabweh), nella periferia di Beirut, sorge un complesso che, oltre ad essere residenza dei patriarchi quando soggiornano in Libano, è la residenza propria dell'ausiliare patriarcale; in esso sono ospitati il seminario patriarcale di Sant'Anna e tutti gli uffici della curia patriarcale.
Dal patriarcato di Antiochia dei melchiti dipendono direttamente gli esarcati patriarcali dell'Iraq e del Kuwait.
Il patriarca cattolico greco-melchita è membro di diritto del Consiglio dei patriarchi cattolici d'Oriente.

## Cronotassi dei patriarchi
- Cirillo VI Tanas † (1º ottobre 1724 consacrato - 10 gennaio 1760 deceduto)
- Massimo II Hakim † (1º agosto 1760 eletto - 15 novembre 1761 deceduto)
- Teodosio V Dahan † (9 luglio 1764 confermato - 10 aprile 1788 deceduto)
- Atanasio IV Jawhar † (30 marzo 1789 confermato - 2 dicembre 1794 deceduto)
- Cirillo VII Siage † (27 giugno 1796 confermato - 6 agosto 1796 deceduto)
- Agapio III Matar † (24 luglio 1797 confermato - 2 febbraio 1812 deceduto)
- Ignazio IV Sarrouf † (21 febbraio 1812 eletto - 16 novembre 1812 deceduto)
- Atanasio V Matar † (14 agosto 1813 eletto - 20 novembre 1813 deceduto)
- Macario IV Tawil † (10 dicembre 1813 eletto - 3 dicembre 1815 deceduto)
- Ignazio V Cattan † (28 luglio 1817 confermato - 13 marzo 1833 deceduto)
- Massimo III Mazloum † (1º febbraio 1836 confermato - 11 agosto 1855 deceduto)
- Clemente I Bahous † (16 giugno 1856 confermato - 13 agosto 1864 dimesso)
- Gregorio II Youssef-Sayour † (27 marzo 1865 confermato - 13 luglio 1897 deceduto)
- Pietro IV Geraigiry † (24 marzo 1898 confermato - 24 aprile 1902 deceduto)
- Cirillo VIII Geha † (22 giugno 1903 confermato - 10 gennaio 1916 deceduto)
- Demetrio I Cadi † (3 luglio 1919 confermato - 25 ottobre 1925 deceduto)
- Cirillo IX Moghabghab † (21 giugno 1926 confermato - 8 settembre 1947 deceduto)
- Massimo IV Saigh † (30 ottobre 1947 eletto - 5 novembre 1967 deceduto)
- Massimo V Hakim (George) † (26 novembre 1967 eletto - 22 novembre 2000 ritirato)
- Gregorio III Laham (Loutfi), B.S. (29 novembre 2000 eletto - 6 maggio 2017 ritirato)
- Youssef Absi (Joseph), S.M.S.P., dal 21 giugno 2017[10]